# Мољија (Асти)
Мољија је насеље у Италији у округу Асти, региону Пијемонт.
Према процени из 2011. у насељу је живело 72 становника. Насеље се налази на надморској висини од 341 м.